# Sisimiut
Sisimiut [siˈsimiut] (dänisch Holsteinsborg) ist eine grönländische Stadt im Distrikt Sisimiut in der Qeqqata Kommunia. Sie ist Hauptort des Distrikts und der Kommune und mit etwa 5500 Einwohnern zudem die zweitgrößte Stadt Grönlands.

## Lage

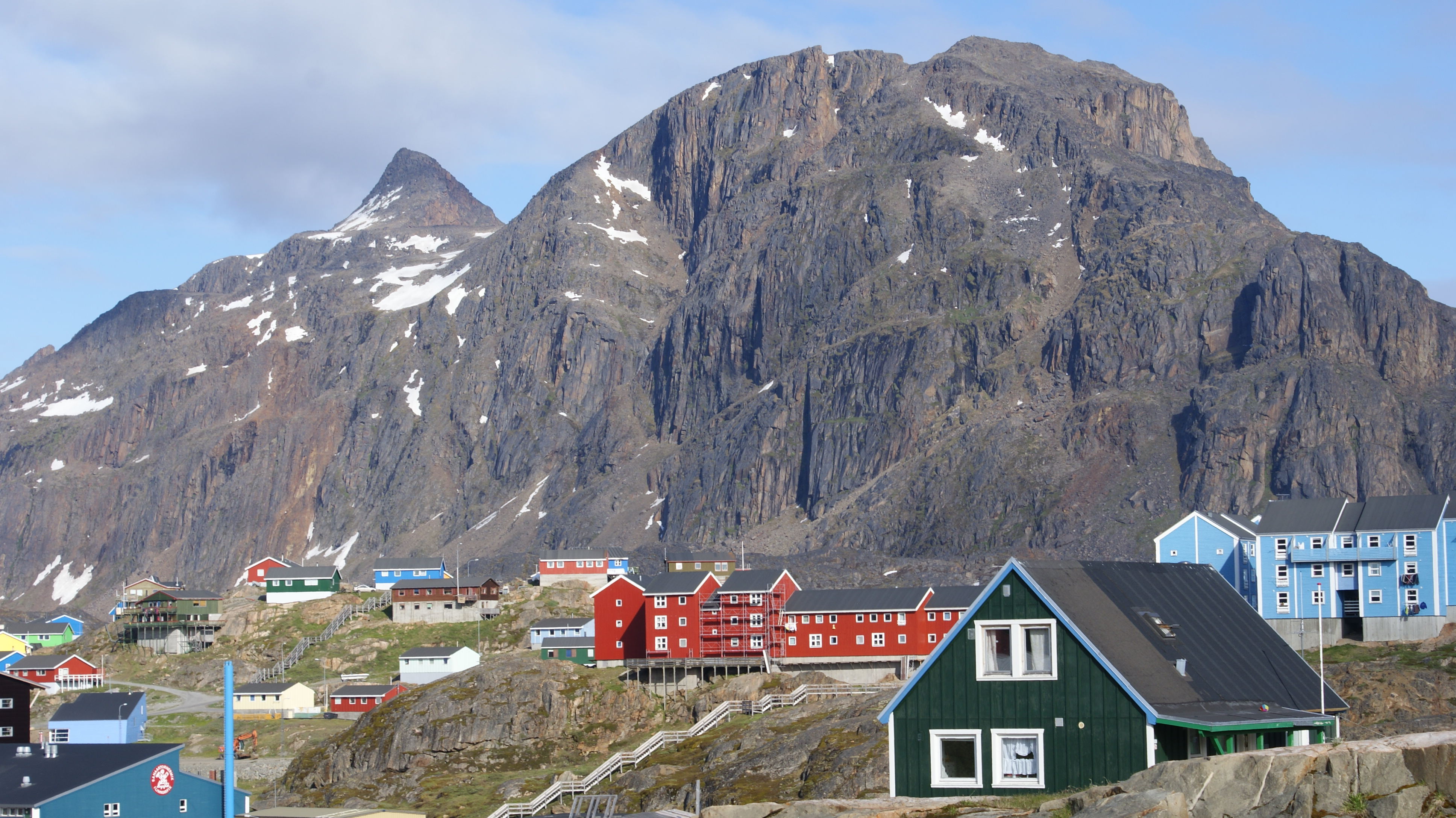
Der über der Stadt thronende Nasaasaaq (2010)

Sisimiut liegt an der Westküste Grönlands, etwa 50 Kilometer nördlich des Polarkreises und auf halbem Weg zwischen Nuuk und der Diskobucht.
Die Stadt liegt an der Spitze der Halbinsel zwischen den beiden Fjorden Kangerluarsuk Tulleq im Norden und Amerloq im Süden. Hinter der Stadt thront der Hausberg Nasaasaaq (Kællingehætten), der mit 784 Metern Höhe einen Riegel zwischen der Stadt und dem Rest der Halbinsel bildet. Die Bucht Kangerluarsunnguaq teilt die Stadt. Vor der Stadt liegen zahlreiche Inseln, von denen Qeqertarmiut die größte ist.
Die Stadt ist Endpunkt (häufigere Gehrichtung) oder Anfangspunkt des in der Trekkingszene bekannten Arctic Circle Trails, der zwischen Sisimiut und Kangerlussuaq den westgrönländischen Küstenstreifen an seiner breitesten Stelle durchläuft.

## Geschichte

### Bis zur Kolonialzeit
Die ältesten Spuren von Besiedlung gehen auf das Jahr 2500 v. Chr. zurück und stammen von Angehörigen der Saqqaq-Kultur. Anschließend war die Gegend von der Dorset-Kultur bewohnt. Im 15. Jahrhundert gelangten europäische Walfänger in die Gegend und trieben Handel mit den mittlerweile ansässigen Inuit.
Nachdem Hans Egede 1721 seine Missionsstation auf Håbets Ø gegründet hatte, versuchte man 1724 eine weitere Siedlung zu gründen. Dies war der Ort Nipisat, 15 km südlich des heutigen Sisimiut. Die Handelsstation wurde bereits 1725 von holländischen Walfängern niedergebrannt. 1729 baute man die Handelsstation erneut auf, verließ sie aber 1731, woraufhin die Walfänger sie erneut abbrennen ließen. Die Walfänger nutzten den Ort Ukiivik, 33 km nördlich des heutigen Sisimiut, für den Tauschhandel mit den Kalaallit.

### 18. Jahrhundert

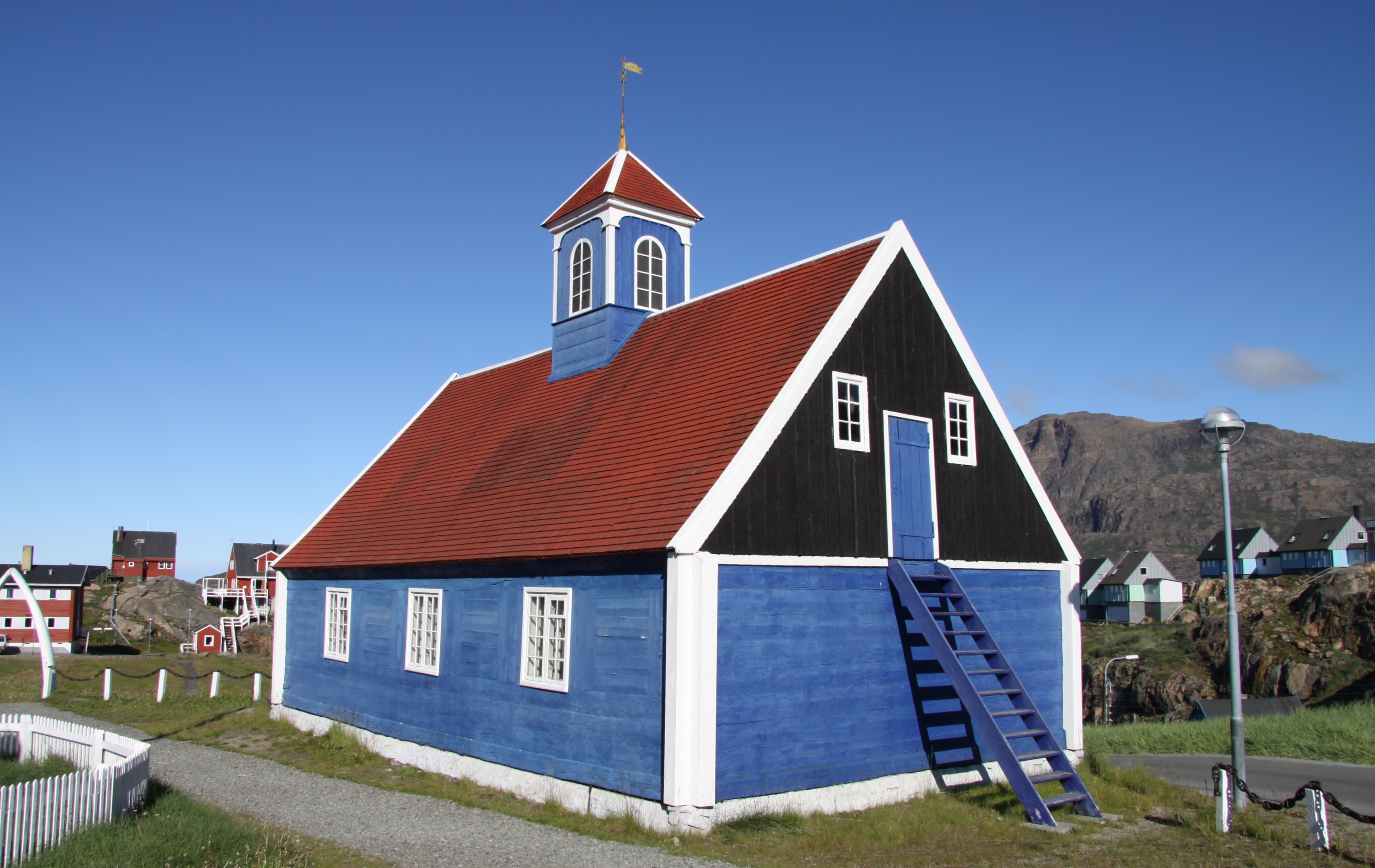
Die alte Kirche von Sisimiut (2010)

1756 gründeten Jørgen Holm und Anders Olsen in Ukiivik die Kolonie Sydbay, die auf Vorschlag von Niels Egede bald Holsteinsborg genannt wurde, benannt nach Johan Ludvig von Holstein, dem Vorsitzenden des Missionskollegiets, das für die Dänische Mission in Grönland zuständig war. 1759 gründete Niels Egede in Asummiut eine Missionsloge, die er Missionens Ønske nennen wollte. Wegen der schlechten Fang- und Handelsmöglichkeiten in Ukiivik wurde die Kolonie 1764 an die Stelle der heutigen Stadt verlegt, gegenüber von Asummiut. 1767 wurde auch die Missionsloge nach Sisimiut verlegt und so mit der Kolonie vereinigt. 1773 wurde die heute noch stehende Kirche in Sisimiut errichtet, die zu einem Teil von den Grönländern in Form von Walspeck und -barten bezahlt wurde.

### 19. Jahrhundert

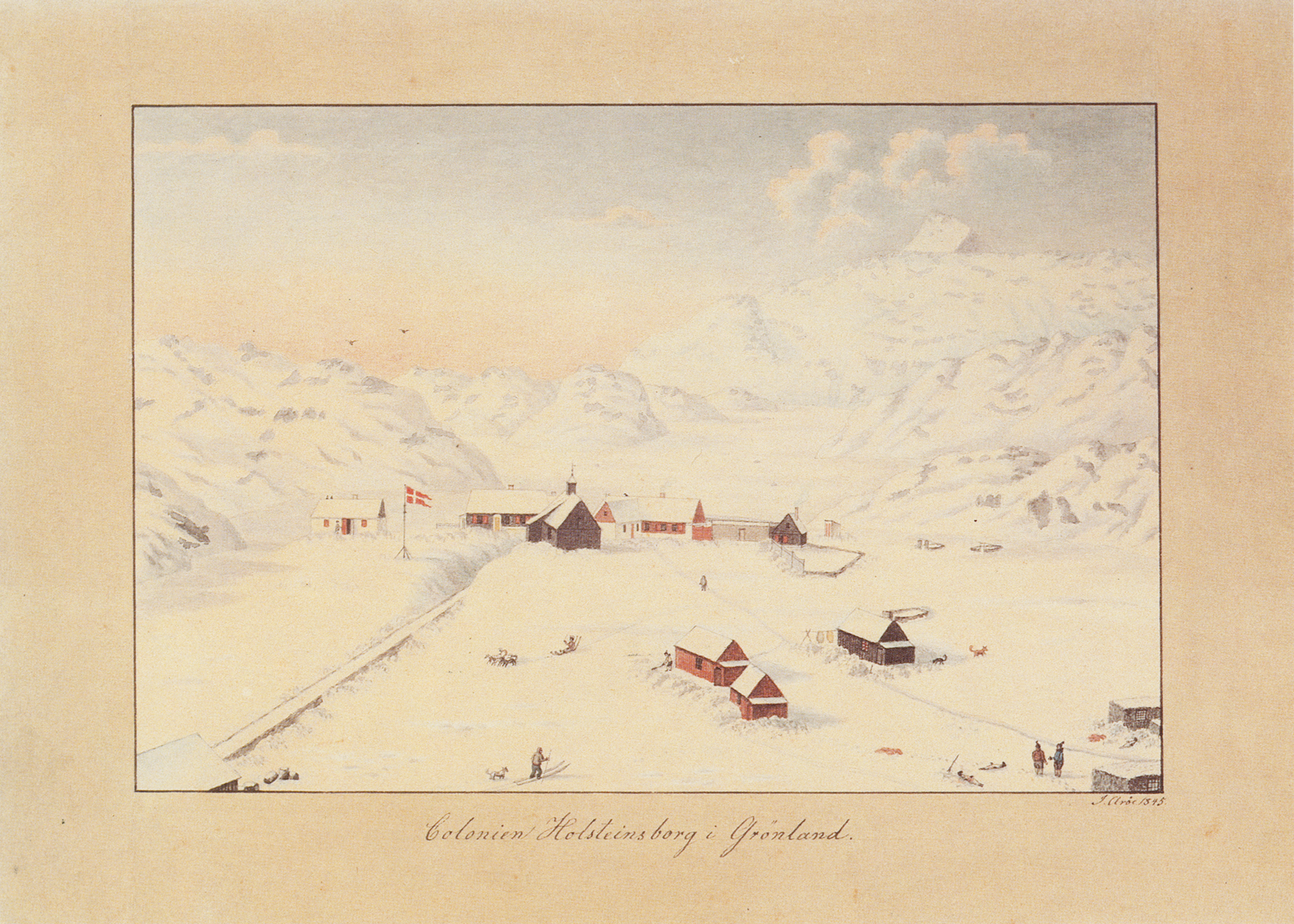
Sisimiut auf einer Zeichnung von Jacob Arøe von 1845

Die Kolonialgebäude von Sisimiut (1854)

Im Folgenden wuchs die Bevölkerungszahl rasch, aber bei einer Pockenepidemie starben 1801 etwa 400 Menschen. Doch die Stadt erholte sich schnell und wuchs das ganze 19. Jahrhundert hindurch.
1850 gab es in der Kolonie Kirche, Schule, Missionarswohnung, zwei Wohnhäuser, ein Provianthaus, eine Brauerei, eine Schmiede, ein Speckhaus und ein Proviantlager.

### 20. Jahrhundert

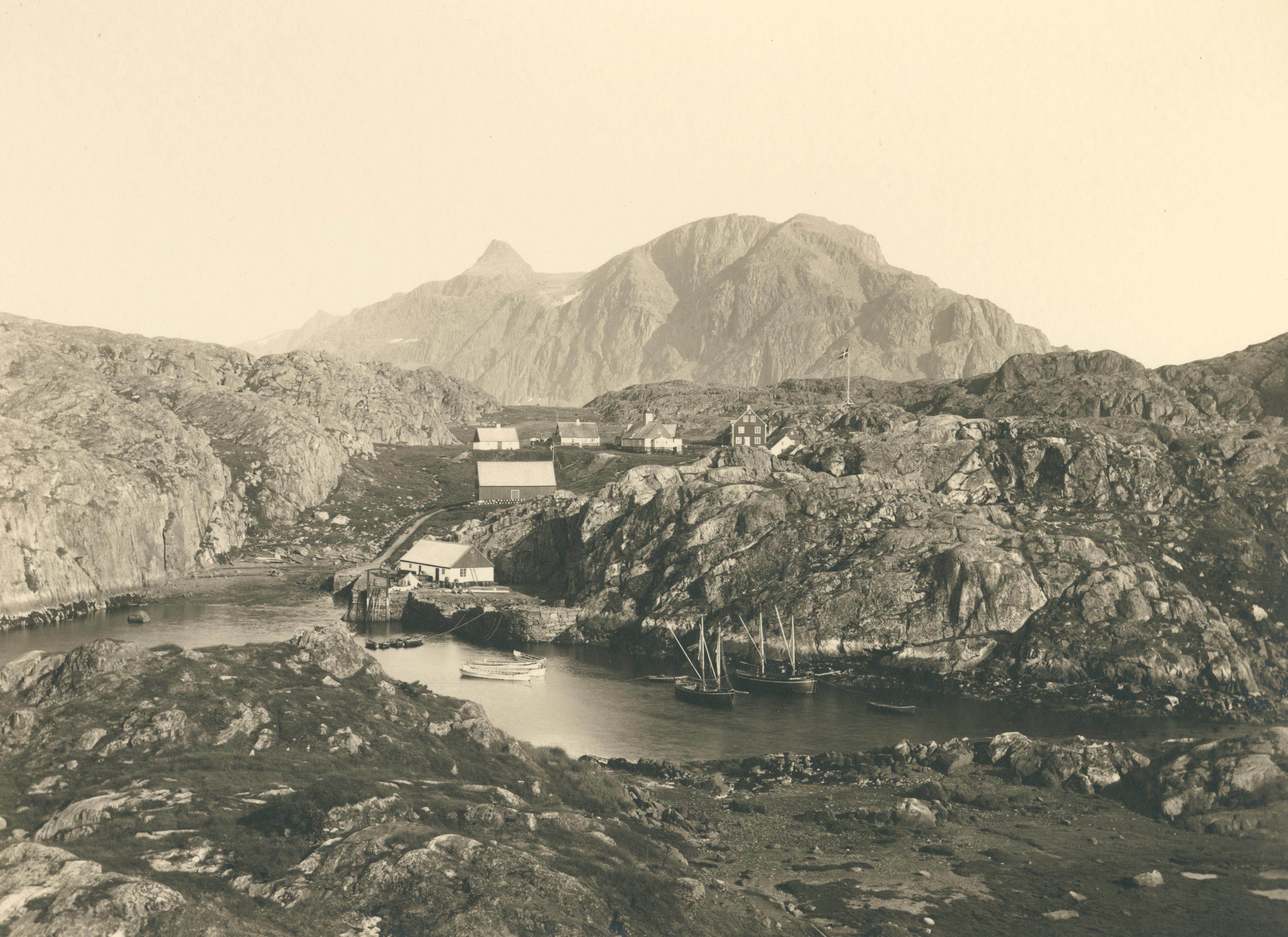
Sisimiut (um 1900)

Ab 1911 bildete die Kolonie Holsteinsborg auch eine eigene Gemeinde, der noch der Wohnplatz Isortoq angehörte. Sie war Teil des 11. Landesratswahlkreises Südgrönlands.
1918 lebten 293 Menschen in Sisimiut, darunter acht Europäer. Darunter waren aber auch 24 Personen, die eigentlich in Isortoq lebten, das in diesem Winter aber kurzzeitig verlassen war. Unter den Grönländern waren 19 Jäger und 10 Fischer. Öffentlich angestellt waren in Handelsdiensten der Kolonialverwalter, der Handelsassistent, ein Vorsteher, drei Zimmermänner, drei Böttcher, ein Büchsenmacher, ein Schmied, ein Bäcker, ein Bootsführer, ein Koch, ein Kolonist, eine Krankenschwester und eine Hebamme sowie in Kirchendiensten der Pastor und zwei Katecheten.
Neben 32 grönländischen Wohnhäusern gab es 1918 in Sisimiut ein Wohnhaus von 1846, das dem Kolonialverwalter und dem Assistenten diente, ein Haus wahrscheinlich von 1756, das die Bäckerei und die Zimmererwerkstatt beherbergte, ein 1852 errichtetes Proviantlager mit Laden, ein Provianthaus von 1844, ein Speckhaus mit Böttcherei von 1896, eine Trankocherei von 1853, ein Krankenhaus von 1906, eine Brauerei, eine Schmiede, ein Lachshaus, ein Fischhaus, ein Materialhaus, drei Kohleschuppen, ein Bootshaus, ein Gefängnis, ein Waschhaus, ein Pulverhaus und ein Petroleumshaus, die Kirche von 1773, die Pastorenwohnung und die Schule. Der Pastor leitete eine Katechetenschule, die die Ausbildung an Grønlands Seminarium für Katecheten kleiner Wohnplätze ersetzte.
Anfang des 20. Jahrhunderts begann man mit der Umstellung von Robbenfang auf Fischerei und Fischverarbeitung. Die Salzerei von 1914 wurde 1924 zur Fischfabrik ausgebaut, die die erste ihrer Art in Grönland wurde. 1926 wurde die heutige Kirche gebaut. 1932 wurde auch die erste Werft des Landes hier errichtet. Von 1935 bis 1949 wurden in der Fischfabrik ausschließlich Garnelen verarbeitet, bis die Garnelen verschwanden. Daraufhin wurde die Fabrik abgerissen. 1948 wurde eine neue Schule gebaut, die anschließend mehrfach ausgebaut wurde. Mit dem Bau eines Kraftwerks im Jahr 1950 erhielt Sisimiut Strom. Von 1953 bis 1956 wurde ein neues Krankenhaus mit 32 Betten gebaut. In der früheren Pastorenwohnung wurde 1954 ein Kindergarten eingerichtet. 1955 entstand ein Wasserwerk. 1957/58 wurde eine neue Fischfabrik errichtet. 1958 wurde das alte Krankenhaus in ein Schulwohnheim umgewandelt und im selben Jahr wurde eine Feuerwehrstation gebaut. Anfang der 1960er Jahre wurde die Knud Rasmussenip Højskolia als erste Højskole Grönlands errichtet. 1964 wurde Sisimiut über einen Heliport an den Luftverkehr angeschlossen. 1965/66 wurde ein Altenheim errichtet, 1967/68 eine Kinderkrippe und 1969 ein neuer Kindergarten. 1967/68 entstand ein neuer Laden mit Bäckerei und von 1968 bis 1969 wurde erneut eine neue Fischfabrik errichtet. Der Hafen wurde seit den 1950er Jahren ausgebaut und erhielt 1970 einen Kai für große Schiffe.
Als man in den 1960er-Jahren begann, Grönländer aus den kleinen Dörfern in die Städte umzusiedeln, wuchs Sisimiut auf seine heutige Größe an. Im Zuge dieser Entwicklung wurde das Stadtbild immer stärker von großen Plattenbauten geprägt.
Sisimiut war von 1950 bis 2009 Hauptort der Gemeinde Sisimiut, zu der zuletzt noch Itilleq, Sarfannguit und seit 2002 Kangerlussuaq gehörten, bevor die Gemeinde im Zuge der Verwaltungsreform mit der Gemeinde Maniitsoq zur Qeqqata Kommunia zusammengelegt wurde.

## Liste der Kolonialangestellten bis 1921

### Kolonialverwalter
Folgende Kolonialverwalter waren bis 1921 für die Kolonie Holsteinsborg zuständig.
- 1756–1757: Anders Olsen
- 1757–1761: Jørgen Holm
- 1761–1764: Niels Egede
- 1764–1767: Christian Friederich Andreas Wulff
- 1767–1776: Niels Egede
- 1776–1785: Jørgen Frederik Egede
- 1785–1786: Niels Larsen Lunde
- 1786–1787: Abraham Martinus Sandholt
- 1787–1789: Christian Lorentzen
- 1789–1794: Søren Egtved
- 1794–1801: Edvard Christie Heiberg
- 1801–1802: Marcus Nissen Myhlenphort
- 1802–1804: Adam Gottlob Voigt
- 1804–1811: Schach Carl Hiorth
- 1811–1827: Mathias Grønvald
- 1827–1830: Peter Julius Kall
- 1830–1832: Frederik Lassen
- 1832–1833: Carl Christian Didrich Wolf
- 1833–1837: Edvard Emil Meyer
- 1837–1840: Johan Peder Engholm
- 1840–1841: Peter Hanning Motzfeldt
- 1841–1854: Jørgen Nielsen Møller
- 1854–1873: Hans Elberg
- 1873–1879: Frederik Andreas Asmus Christian Valdemar Gabriel Tryde Lassen
- 1879–1885: Jonathan Mathiesen
- 1885–1891: Conrad Poul Emil Brummerstedt
- 1891–1899: Rasmus Müller
- 1899–1901: Herjulf Carl Georg Jørgensen
- 1901–1906: Niels Peter Johannes Frandsen
- 1906–1907: Oluf Nicolaj Willemann Thron
- 1907–1910: John Christian Gustav Baumann
- 1910–1911: Herjulf Carl Georg Jørgensen
- 1911–1915: Oluf Nicolaj Willemann Thron
- 1915–1918: Otto Rudolph Binzer
- ab 1918:00. Axel Kristian Marius Vinterberg

### Walfangkommandeure
In der Kolonie waren zeitweilig zwei Walfangkommandeure tätig.
- 1825–1835: Boh Olufs
- 1842–1852: Jacob Hayen

### Missionare und Pastoren
Folgende Missionare und Pastoren waren in der Kolonie bis 1921 angestellt. Von 1807 bis 1812 und von 1815 bis 1817 war die Kolonie Holsteinsborg der Kolonie Godthaab unterstellt. Dazwischen war kein Missionar in Südgrönland tätig. Von 1875 bis 1900 und von 1902 bis 1903 war ebenfalls der Missionar von Godthaab zuständig. Zeitweilig war ein ordinierter Oberkatechet als Vertreter zuständig.
- 1758–1763: Jacob Borch
- 1763–1769: Henrik Christopher Glahn
- 1769–1778: Hans Jørgen Adolphsen Jæger
- 1778–1784: Christopher Holm
- 1784–1793: Peter Rudolph Heide
- 1793–1800: Niels Christian Rønning
- 1800–1804: Johann Conrad Büchler
- 1804–1807: Niels Giessing Wolf
- 1817–1823: Andreas Fridsch Hønne
- 1823–1831: Knud Kjer
- 1831–1835: Christian August Jürgensen
- 1835–1840: Erik Adolf Wandall
- 1840–1844: Carl Junius Optatus Steenberg
- 1844–1848: Carl Emil Jansen
- 1848–1857: Carl Julius Emil Jørgensen
- 1857–1868: Jacob Kjer
- 1868–1872: Thøger Sørensen
- 1872–1875: Osvald Valentin Bøggild
- 1884–1885: Erneĸ Jens Lars Johan Berthelsen (Oberkatechet)
- 1885–1900: Jens Anton Barsilai Ignatius Chemnitz (Oberkatechet)
- 1900–1902: Carl Ferdinand Wagner
- ab 1903:00. Valdemar Christoffer Frederiksen

### Ärzte
Von 1906 bis 1913/14 war die Kolonie ein eigener Arztdistrikt. Anschließend wurde sie dem Arztdistrikt Sukkertoppen unterstellt.
- 1906–1910: Henrik Deichmann
- 1910–1911: Holger Nathanael Smidt (interim)
- 1911:–0000 Niels Julius Eilertsen (interim)
- 1912–1914: Holger Sverdrup Kiær

## Wirtschaft

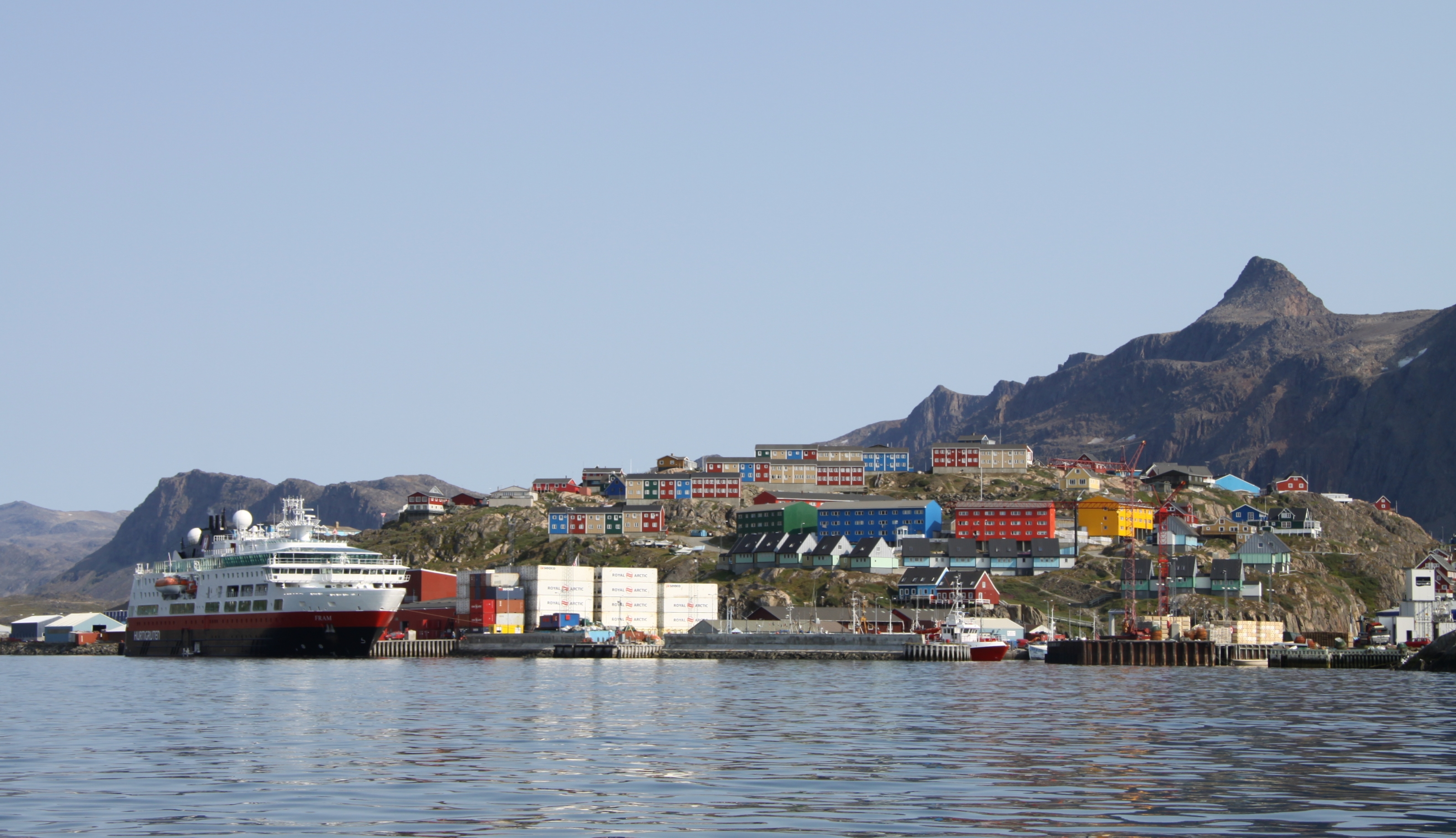
Die Stadt mit dem Hafen (2010)

Anfangs dominierte der Walfang in Sisimiut, wovon noch heute die beiden Walknochen in der Dorfmitte zeugen. Sisimiut war Anfang des 20. Jahrhunderts der erste Ort Grönlands mit einer Fischindustrie. Heute überwiegt die Garnelenproduktion in der Stadt, aber auch der Fang von Seehasen, Kabeljau, Gestreiftem Seewolf sowie Weißem und Schwarzem Heilbutt spielt eine Rolle. Die größte Fischfabrik des Landes liegt heute in Sisimiut. Die Stadt ist außerdem Hauptsitz des Handelsunternehmens KNI. Sisimiut ist zudem ein beliebtes Touristenziel und eines der bedeutendsten Bildungszentren des Landes mit zahlreichen Bildungseinrichtungen.

## Infrastruktur und Versorgung
Sisimiut hat ein großes Hafenareal, das mittels mehrerer Kais über eine Anlegelänge von 1,3 km verfügt. Dazu kommt ein weiter östlich gelegener Freizeithafen für private Boote mit acht Stegen. Es besteht für die Zukunft zudem die Möglichkeit einen noch größeren Hafen etwa 8 km nordwestlich der Stadt am Kangerluarsuk Tulleq zu errichten. 1998 wurde der Flughafen Sisimiut auf dem Gebiet der früheren Siedlung Asummiut angelegt. Eine Straße verbindet Sisimiut mit dem 3 km nordwestlich gelegenen Flughafen. Insgesamt verfügt Sisimiut über ein ausgebautes Straßennetz. Nachdem schon früher erwogen wurde, eine Straße zwischen Kangerlussuaq und Sisimiut zu errichten, wurde im Juli 2020 der Bau der Straße begonnen. Sie wäre die erste, die zwei bewohnte Orte in Grönland miteinander verbindet.
Nukissiorfiit sichert die Stromversorgung über ein Wasserkraftwerk und ein Notfalldieselkraftwerk. Die Trinkwasserversorgung erfolgt über mehrere Seen, deren Wasser im Wasserwerk im Osten der Stadt aufbereitet wird. Der Müll der Stadt wird deponiert und anschließend verbrannt. Zwei Drittel der Häuser sind an das Abwassersystem angeschlossen. Die Abwässer werden meist ins Meer geleitet.
Drei Brugseni-Filialen, eine von Pisiffik, drei von Spar, eine von Torrak, eine von JYSK und eine von Pisattat versorgen die Bewohner mit Gütern und Waren.

## Bebauung

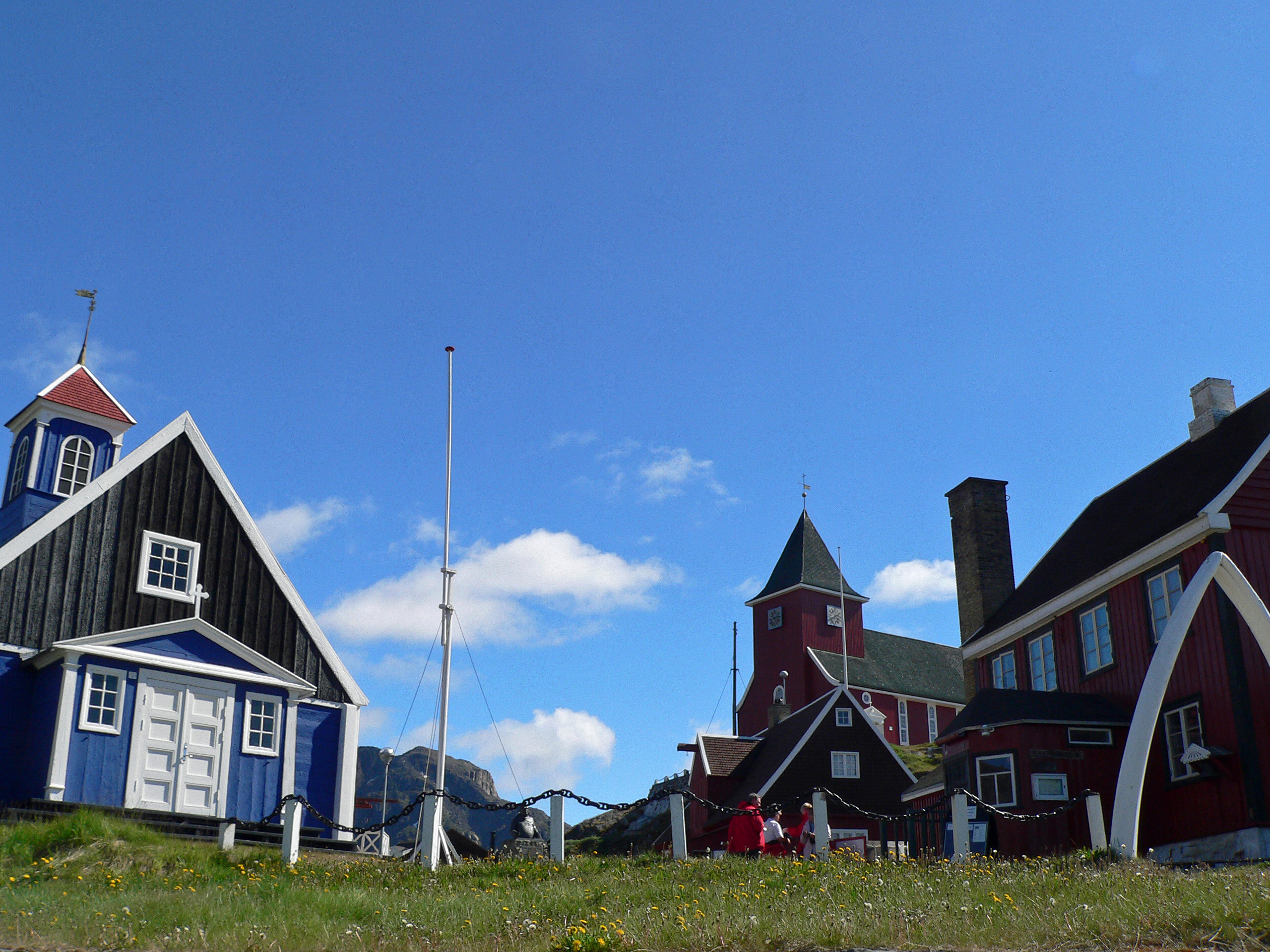
Alte und neue Kirche (2008)

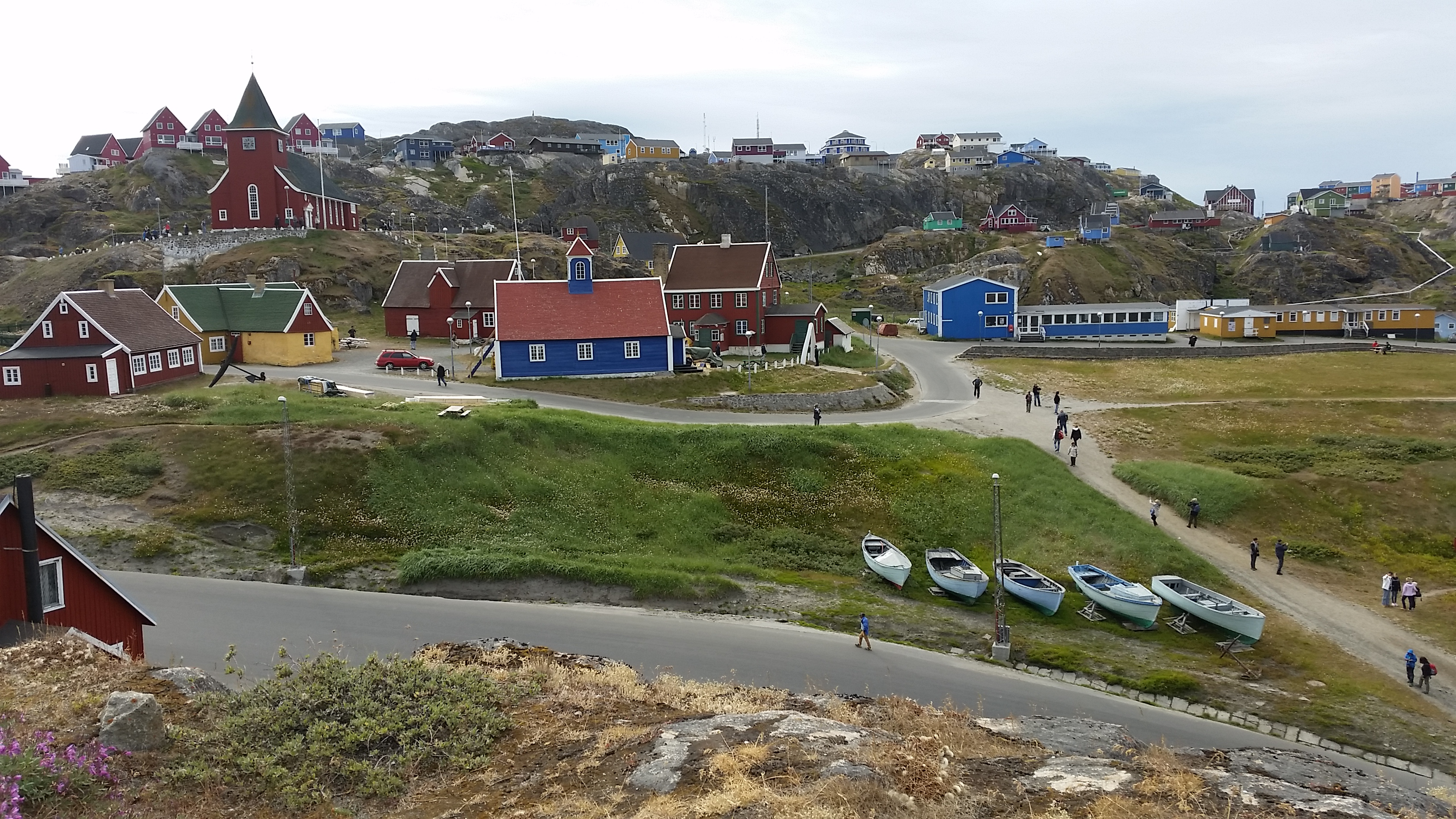
Das historische Zentrum von Sisimiut mit der neuen Kirche darüber (2016)

Sisimiut besteht aus mehreren Teilen. Der älteste Teil der Stadt liegt südlich des Hafens. Hier befindet sich die 1775 errichtete Bethelkirche, die älteste Holzkirche in Grönland. Sie und das gesamte Gebiet darum mit zahlreichen bis zu 250 Jahre alten Koloniegebäuden sind heute Teil des Sisimiut-Museums.
Wohngebiete finden sich südlich des historischen Stadtzentrums, nordöstlich dessen, im Osten der Stadt und westlich des historischen Gebiets auf der Tømmermandsøen (Zimmermannsinsel). Das jüngste Wohngebiet entsteht auf der anderen Seite der Bucht auf dem Weg zum Flughafen und soll in den nächsten Jahren um Hunderte Häuser nach Osten hin ausgebaut werden.

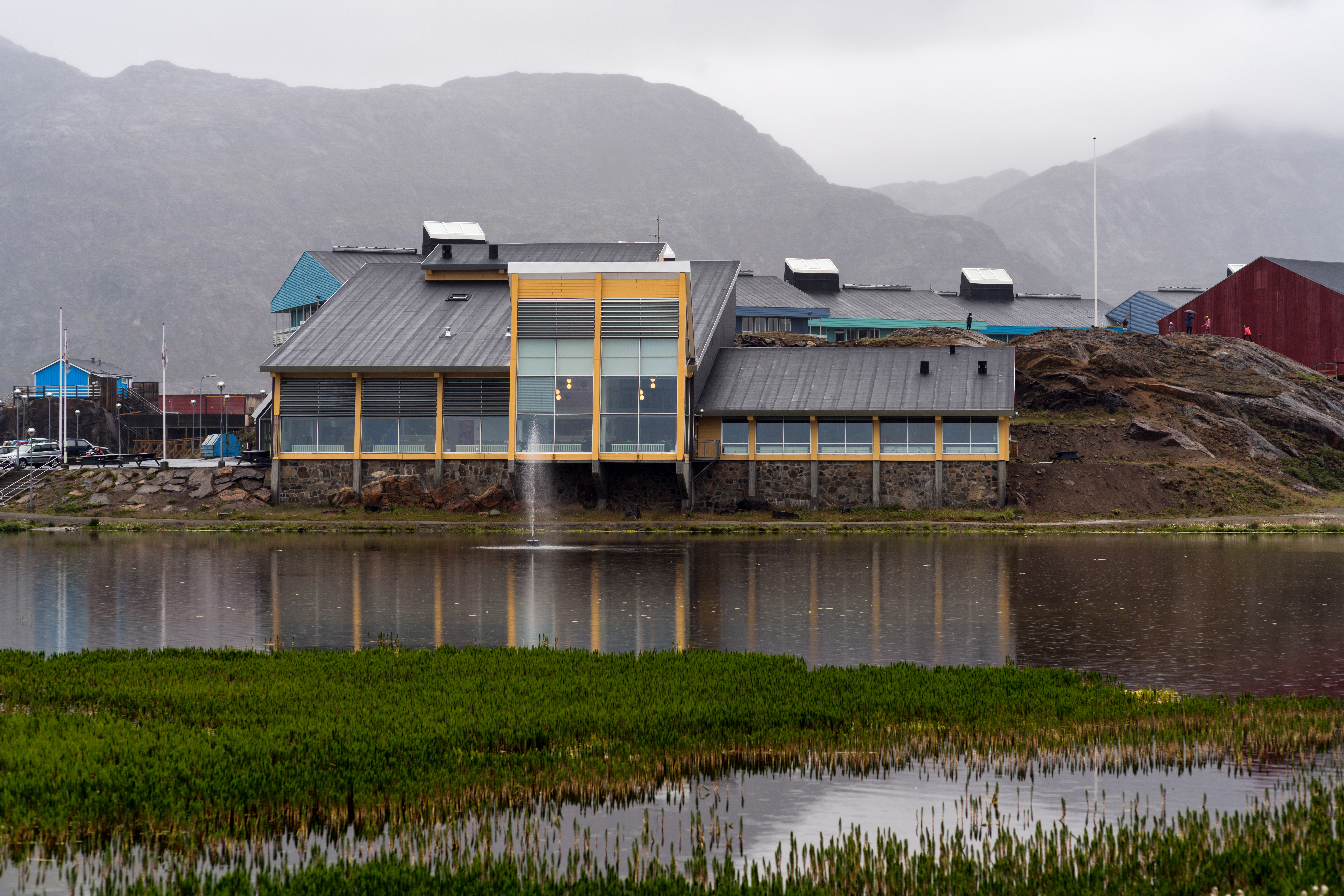
Das Kulturhaus Taseralik (2017)

In Sisimiut gibt es Kindergärten für etwa 430 Kinder. Die beiden Volksschulen der Stadt unterrichten zusammen etwa 790 Schüler. Es gibt zudem eine Privatschule und eine Sonderschule in Sisimiut. Die Stadt beherbergt zudem ein Gymnasium (GUX), das einzige Technische Gymnasium des Landes (THX), die Sanaartornermik Ilinniarfik (Bau- und Anlageschule), die zusammen mit der in Nuuk stehenden Saviminilerinermik Ilinniarfik (Eisen- und Metallschule) und der ebenfalls in Sisimiut befindlichen Rohstoffschule die Teknikimik Ilinniarfik (KTI) bildet. Die Außenstelle ARTEK von Danmarks Tekniske Universitet befindet sich ebenfalls in Sisimiut. 1962 wurde in Sisimiut mit der Knud Rasmussens Højskole die erste Hochschule des Landes eröffnet, die heute neben der Sulisartut Højskoliat eine der beiden grönländischen Hochschulen ist. Dazu kommen eine Sprachschule und die aus der KRH herausgelöste Kalaallisuuliornermik Ilinniarfik, die die Herstellung der Nationaltracht unterrichtet. In der Stadt gibt es zudem ein Altenheim und zahlreiche altengerechte Wohnungen.
Östlich der Stadt liegt ein großes Skigebiet, das eine Rolle für den Tourismus der Stadt spielt. Sisimiut hat zudem das einzige Freibad des Landes. In der Stadt befinden sich zudem ein Versammlungshaus, eine Sporthalle und das Kulturhaus Taseralik.
Dutzende Gebäude in Sisimiut sind erhaltenswürdig oder stehen unter Denkmalschutz.

## Sport
Sisimiut ist Heimat mehrerer Fußballvereine. Der 1951 gegründete SAK Sisimiut konnte 1974 die Grönländische Fußballmeisterschaft gewinnen. 1968 wurde S-68 Sisimiut gegründet, der sich Ende der 1980er Jahre mehrfach für die Schlussrunde der Meisterschaft qualifizieren konnte. 2018 wurde der FC Asummiut Sisimiut gegründet, der 2019 erstmals an der Meisterschaft teilnahm.

## Klima
In Sisimiut herrscht maritim-(sub)polares Klima vor mit einer Durchschnittstemperatur von −3,8 °C, womit es vor allem im Winter etwas kälter, aber auch das ganze Jahr über deutlich trockener als in Nuuk ist. Durch die Polartage und -Nächte sind die Sommer sonnenscheinreich, während sie im Winter kaum aufgeht.
|                        | Jan   | Feb   | Mär   | Apr   | Mai  | Jun | Jul  | Aug  | Sep  | Okt  | Nov  | Dez   |   |      |
| Mittl. Temperatur (°C) | −12,8 | −13,9 | −14,0 | −7,1  | −0,2 | 3,6 | 6,3  | 6,1  | 3,2  | −1,9 | −5,9 | −10,1 | ⌀ | −3,8 |
| Mittl. Tagesmax. (°C)  | −9,4  | −10,2 | −10,1 | −3,6  | 2,9  | 6,8 | 9,8  | 9,3  | 5,8  | 0,7  | −3,2 | −6,9  | ⌀ | −0,6 |
| Mittl. Tagesmin. (°C)  | −16,3 | −17,7 | −18,0 | −10,9 | −3,2 | 0,8 | 3,3  | 3,3  | 0,7  | −4,4 | −8,7 | −13,3 | ⌀ | −7   |
|                        |       |       |       |       |      |     |      |      |      |      |      |       |   |      |
| Niederschlag (mm)      | 19    | 20    | 22    | 28    | 18   | 30  | 44   | 52   | 51   | 37   | 38   | 23    | Σ | 382  |
|                        |       |       |       |       |      |     |      |      |      |      |      |       |   |      |
| Sonnenstunden (h/d)    | 0,13  | 1,89  | 4,65  | 6,5   | 7,26 | 7,9 | 8,29 | 5,81 | 4,57 | 2,39 | 0,67 | 0,04  | ⌀ | 4,2  |
|                        |       |       |       |       |      |     |      |      |      |      |      |       |   |      |
| Regentage (d)          | 5     | 5     | 6     | 5     | 5    | 6   | 7    | 8    | 8    | 8    | 8    | 6     | Σ | 77   |

| −16,3 |

| −17,7 |

| −18,0 |

| −10,9 |

| −3,2 |

| 0,8 |

| 3,3 |

| 3,3 |

| 0,7 |

| −4,4 |

| −8,7 |

| −13,3 |

| −16,3 |

| −17,7 |

| −18,0 |

| −10,9 |

| −3,2 |

| 0,8 |

| 3,3 |

| 3,3 |

| 0,7 |

| −4,4 |

| −8,7 |

| −13,3 |

## Söhne und Töchter der Stadt
- Jacob Kjer (1825–1905), dänischer Missionar in Grönland und Pastor
- Rasmus Berthelsen (1827–1901), Dichter, Lehrer, Katechet, Prädikant, Xylograf, Buchdrucker, Redakteur, Übersetzer und Komponist
- Karl Sivertsen (1877–?), Landesrat
- Gustav Olsen (1878–1950), Pastor, Missionar und Schriftsteller
- Simon Olsen (1879–1936), Katechet und Landesrat
- Frederik Olsen (1882–1969), Landesrat
- Seth Olsen (1882–1921), Landesrat
- Julius Olsen (1887–1972), Katechet, Missionar und Übersetzer
- Jørgen Chemnitz (1890–1956), Landesrat und Dolmetscher
- Jakob Olsen (1890–1936), Katechet, Dolmetscher und Expeditionsteilnehmer
- Jens Olsen (1894–1966), Pastor und Landesrat
- Frederik Lennert (1900–?), Landesrat
- Elias Kleist (1904–?), Landesrat
- Svend Frederiksen (1906–1967), dänisch-grönländisch-US-amerikanischer Eskimologe
- Carl Olsen (1906–?), Schmied, Richter und Landesrat
- Ôdâĸ Olsen (1928–1992), Gewerkschafter und Landesrat
- Emilie Lennert (1931–2019), Politikerin (Atassut)
- Moses Olsen (1938–2008), Politiker (Siumut) und Dichter
- Simon Olsen (1938–2013), Politiker (Siumut)
- Carl Christian Olsen (* 1943), Sprachwissenschaftler, Hochschullehrer und Menschenrechtler
- Marius Olsen (1946–2022), Politiker (Siumut)
- Einar Lund Jensen (* 1949), Eskimologe
- Ove Rosing Olsen (* 1950), Politiker (Siumut) und Arzt
- Agathe Fontain (* 1951), Politikerin (Inuit Ataqatigiit)
- Jens Lyberth (* 1952), Politiker (Siumut), Gewerkschafter und Rundfunkintendant
- Ove Karl Berthelsen (* 1954), Politiker (Inuit Ataqatigiit)
- Hermann Berthelsen (* 1956), Politiker (Siumut) und Lehrer
- Jokum Møller (* 1956), Lehrer und Berufsschulleiter
- Jess G. Berthelsen (* 1958), Gewerkschafter
- Lise Lennert Olsen (1959–2019), Beamtin und Lehrerin
- Henrik Fleischer (* 1963), Politiker (Siumut)
- Sofia Geisler (* 1963), Politikerin
- Erik Jensen (* 1975), Politiker (Siumut)
- Nivi Heilmann Efraimsen (* 1979), Politikerin (Inuit Ataqatigiit), Handballspielerin und Lehrerin
- Randi Vestergaard Evaldsen (* 1984), Politikerin (Demokraatit)
- Aqqaluartaa Olsen (* 1991), Biathlet

## Bevölkerungsentwicklung
Die Bevölkerungszahl von Sisimiut stieg lange an und liegt seit etwa zehn Jahren konstant bei rund 5500 Einwohnern.